# Белебеевский уезд
Белебе́евский уе́зд (баш. Бәләбәй өйәҙе) — административно-территориальная единица в составе Оренбургской и Уфимской губерний Российской Империи и РСФСР, существовавшая в 1782 — 1922 годах. Уездный город — Белебей. 

## География
Уезд располагался в юго-западной части Уфимской губернии, его площадь составляла 22,162 тысячи км².
На западе граничил с Бугульминским и Бугурусланским уездами, на северо-западе — с Мензелинским уездом, на северо-востоке — Бирским уездом, на востоке — с Стерлитамакским и Уфимским уездами.

## История
Уезд образован в 1782 году в составе Уфимской области Уфимского наместничества. После реформирования наместничества в Оренбургскую губернию Белебеевский уезд с 1796 по 1865 год входил в состав Оренбургской губернии. В 1865 году Белебеевский уезд вошёл в состав вновь образованной Уфимской губернии.
18 ноября 1920 года ВЦИК РСФСР утверждает передачу Покровской и Федоровской волостей Стерлитамакского уезда в состав Белебеевского уезда. 
14 июня 1922 года Уфимская губерния была упразднена. Белебеевский уезд вошёл в состав Башкирской АССР.
18 июля 1922 года Белебеевский уезд был упразднён, а его территория передана в состав Белебеевского кантона.

## Население
По данным переписи населения 1897 года население уезда составляло 433 179 чел., в том числе в городе Белебей — 5835 чел.

### Национальный состав
| Национальность | Население, чел. | % от общего |
| -------------- | --------------- | ----------- |
| Башкиры        | 232 960         | 53,78       |
| Русские        | 90 596          | 20,40       |
| Татары         | 48 784          | 11,26       |
| Чуваши         | 31 443          | 7,26        |
| Мордва         | 10 536          | 2,43        |
| Черемисы       | 7442            | 1,72        |
| Тептяри        | 6894            | 1,59        |
| Всего          | 433 179         | 100,00      |

## Административное деление
14 июля 1890 года Деревня Ново-Уразметова перечислена из Бакаевской волости Уфимского уезда в Старокалмашевскую волость Белебеевского уезда.
В 1913 году в состав уезда входило 33 волости:
| - Аксаковская волость — с. Аксаково - Альшеевская волость - Артюховская волость - Бакалинская волость - Богадинская волость - Васильевская волость — с. Бижбуляк - Верхне-Бишиндинская волость - Верхне-Троицкая волость — с. Верхне-Троицкое - Гайныямаковская волость — д. Никифорова - Елизаветинская волость - Ермекеевская волость - Заитовская волость — д. Нижне-Заитова - Зильдяровская волость | - Ильинская волость — д. Родники-Николавна - Илькульминская волость — д. Азнаева - Имянликулевская волость - Казангуловская волость — д. Иткулова - Карьявдинская волость — д. Нижняя Карьявды - Киргиз-Миякинская волость - Кичкиняшевская волость — д. Акборисова - Куручевская волость - Менеузбаш-Кош-Елгинская волость — д. Менеузбаш - Нагайбакская волость - Николаевская волость - Никольская волость — с. Шаран - Семеномакаровская волость | - Старокалмашевская волость - Тюменяковская волость - Тюрюшевская волость — с. Тюрюшево - Усень-Ивановская волость - Чермасанская волость — с. Казанка - Чукадытамаковская волость - Шаранская волость — с. Шаранское |